# Ludvig af Valois, hertug af Orléans
Ludvig 1. af Orléans (fransk: Louis de Valois, duc d’Orléans) (født 13. marts 1372, død 23. november 1407) var hertug af Orléans, og han var medlem af den franske kongefamilie. Han var søn af kong Karl 5. af Frankrig. I 1404 blev han Frankrigs regent. 

## Familie
Ludvig var gift med Valentina Visconti, der var datter af den første hertug af Milano. De fik fem sønner og tre døtre.
Deres mest kendte børn var 
- Karl 1., hertug af Orléans (1394 – 1465), der var poet, og som blev far til kong Ludvig 12. af Frankrig
- Johan af Orléans, greve af Valois-Angoulême (1399 – 1467), der blev farfar til kong Frans 1. af Frankrig.